# Mannie Fresh
Byron Thomas, född i New Orleans, mer känd under artistnamnet Mannie Fresh, är en hiphop-producent som jobbar för skivbolaget Def Jam Recordings.

## Diskografi

### Album
- The Mind of Mannie Fresh
  - Släppt: 24 december 2004
  - Label: Cash Money Records/Universal Music Group
  - Listpositioner: USA - #47
  - Singlar: "Conversation" & "Real Big"

### Singlar
| År   | Titel                          | Billboard Top 100 | Hot R&B/Hip-Hop Songs | Hot Rap Tracks | Album                    |
| ---- | ------------------------------ | ----------------- | --------------------- | -------------- | ------------------------ |
| 2004 | "Conversation" (feat. Tateeze) | -                 | 91                    | -              | The Mind of Mannie Fresh |
| 2004 | "Real Big"                     | 79                | 33                    | -              | The Mind of Mannie Fresh |